# Cerro Escorial

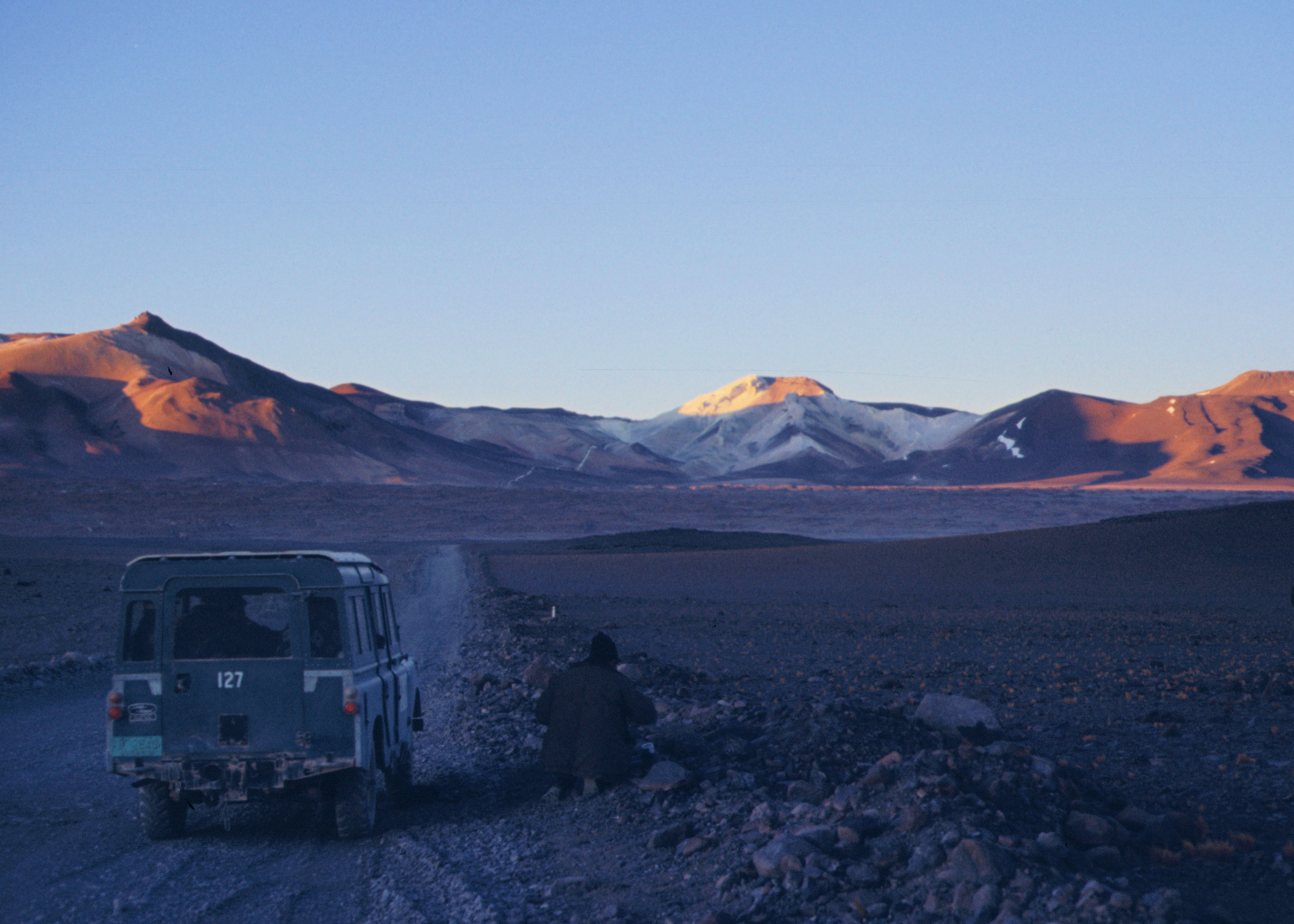
Estrada para Mina Julia, em Cerro Escorial (5400 metros de altitude).

Cerro Escorial é um pico da cordilheira dos Andes localizado na fronteira entre Argentina e Chile a 5451 metros de altitude.